# Amable Gilbert Dufraisse du Cheix
Amable Gilbert Dufraisse du Cheix, aussi écrit Amable Gilbert Dufraisse-Duchey, était un homme politique français né le 20 mars 1756 à Riom (Puy-de-Dôme) et y décédé le 18 février 1807.

## Biographie
Amable Gilbert Dufraisse du Cheix est le fils d'Amable-François Dufraisse (1709-1785), seigneur du Cheix (écrit à l'époque Le Chey), et de Marie-Anne Boulet du Châtel. Il s'est marié en octobre 1768 avec Françoise-Joséphine Ferrand de la Garenne dont il a eu une fille, morte en bas âge. 
Il a été conseiller d'État en tous ses Conseils et procureur du roi au Présidial de Riom.
Il est procureur du roi à Riom en 1776, puis lieutenant général de la sénéchaussée en 1783. Le 10 août 1779, sa sœur Jacqueline Gilberte Dufraisse épouse à Riom Constantin Tailhardat. 
Le 18 mars 1789, il est élu député du tiers-état de la sénéchaussée de Riom aux états généraux de même que son beau-frère Tailhardat. Il est élu et nommé membre du comité de judicature de l'Assemblée nationale lors de sa séance  du 20 août 1789. Il se montre un ultra-royaliste intransigeant. 
Par contrat passé le 23 avril 1791, il s'est remarié avec Félicité Guyot de Saint-Amand (1768-1800), sœur de Vincent Guyot, marquis de Saint-Amand (1765-1804), mais ils se sont séparés en 1796. Le 21 thermidor An III, elle a produit un certificat prouvant qu'elle était toujours en France.
Après l'arrestation du roi Louis XVI et la signature de la protestation de 290 députés, il est dénoncé à l'Assemblée constituante par le conseil municipal de Riom le 19 juillet 1791. Il prend le parti de l'émigrer à Coblentz avant la dissolution de l'Assemblée constituante. Il a fait partie du groupe de gentilshommes connus sous le nom de Coalition d'Auvergne qui a participé à la campagne de 1792 sous les ordres du marquis de Laqueuille. avec les armées étrangères combattant en France. Après le licenciement de l'armée des princes, il est rentré en France, en 1793, mais n'a pas séjourné à Riom. Recherché, il a réussi à éviter d'être arrêté. Il a pu récupérer l'hôtel Dufraisse qui avait été placé sous séquestre par le district après son retour. Il est mort à Riom le 18 février 1807 sans descendance.

## Motions présentées à l'Assemblée nationale
- Motion de M. Dufraisse-Duchey sur l'examen des journaux, lors de la séance du 12 janvier 1790
- Remarque de M. Dufraisse-Duchey sur la lecture des adresses, lors de la séance du 29 avril 1790
- Demande de congés de MM. Bengy de Puyvallée et Dufraisse-Duchey, lors de la séance du 12 septembre 1790
- Contestation de la Constitution civile du clergé, lors de la séance du 4 janvier 1791
- Motion de M. Dufraisse sur l'article 4 du décret du comité de contributions publiques sur les moyens de pourvoir aux dépenses de 1791, lors de la séance du 17 mars 1791

## Annexe